# 노다촌 (아이치현 헤키카이군)
노다촌(野田村)은 아이치현 헤키카이군에 설치되었던 촌이다. 현재의 가리야시 동부에 해당한다.